# Bob Barker
Robert William Barker, detto Bob (Darrington, 12 dicembre 1923 – Los Angeles, 26 agosto 2023) è stato un conduttore televisivo, attore e attivista statunitense.

## Biografia
Era principalmente conosciuto per aver condotto il celebre quiz della CBS Il prezzo è giusto dal 1972 al 2007, cosa che rese il programma il più longevo nella storia della televisione nordamericana, e per aver condotto Truth or Consequences dal 1956 al 1975. Barker condusse il concorso di bellezza internazionale Miss Universo dal 1968 al 1987, diventando anche in questo caso il conduttore più longevo nella storia del concorso.
Bob Barker fu in televisione per cinquantuno anni consecutivi, per poi ritirarsi nel giugno 2007 all'età di ottantatré anni. Con trentacinque anni di conduzione quotidiana di The Price Is Right, Barker detiene ancora oggi il record di longevità nella conduzione di una trasmissione, battuto soltanto dal giornalista sportivo Vin Scully, di quattro anni più giovane di Barker, la cui trasmissione è però stagionale e non quotidiana.
Nel corso della sua carriera, Barker vinse un totale di diciannove Emmy Awards, quattordici dei quali come "miglior conduttore di un game show", più di qualunque altro conduttore statunitense: ne conquistò quattro per The Price Is Right, e ricevette il premio alla carriera nel 1999. Nel 2004 fu introdotto nella Academy of Television Arts & Sciences Hall of Fame.
Barker fu portavoce storico ed attivista dei diritti degli animali, e fece parte di vari gruppi ed associazioni come il United Activists for Animal Rights ed il Sea Shepherd Conservation Society. Nel 1994 creà la fondazione DJ&T in onore di sua moglie Dorothy Jo Gideon, morta nel 1981, con la quale avrebbe contribuito per milioni di dollari in programmi di sterilizzazione per animali. A lui inoltre si deve il fatto che da Miss Universo e Miss USA sono state eliminate le pellicce come premi delle vincitrici. Il 6 aprile 2009 è stata pubblicata la sua autobiografia Priceless Memories. Nel 2014 partecipò alla soap opera Beautiful, interpretando se stesso come guest star in due episodi; apparve inoltre nel film Un tipo imprevedibile e nel telefilm La tata (nell'episodio Il ragazzino più amato d'America) nei panni di se stesso.

## Omaggi
- Viene citato spesso, ed è anche apparso in un episodio, nella sitcom How I Met Your Mother, dove uno dei protagonisti, Barney Stinson, crede inizialmente di essere suo figlio.
- Viene citato nel telefilm Buffy l'ammazzavampiri da Spike, che mente alla cattiva Glory, sostenendo che Bob Barker è "La chiave".
- Una delle navi della Sea Shepherd Conservation Society porta il suo nome, in ricordo della donazione che fece per l'acquisto della rompighiaccio.